# Митко Анастасовски
Митко Анастасовски (на македонска литературна норма: Митко Анастасовски) е политик от Република Македония, деец на ВМРО-ДПМНЕ.

## Биография
Роден е в 1926 година в костурското село Старичани (на гръцки Лакомата), Гърция. Емигрира в Югославия. Завършва висш педагогически институт. В 1990 година е сред основателите на ВМРО-ДПМНЕ. Депутат е в Събранието на Република Македония от 1991 до 1994 година от ВМРО-ДПМНЕ. За своята речовитост е наречен Врабчето (Врапчето). Умира в 2006 година в Скопие.